# Vincent Bourdeaux
Pour les articles homonymes, voir Bourdeaux (homonymie).
 (janvier 2022).
 (janvier 2022).
Vincent Bourdeaux, né le 8 janvier 1978, est un joueur de rugby à XV évoluant au poste de troisième ligne (1,92 m pour 90 kg).

## Clubs successifs
- Le Creusot (1986-2001)
- Stade dijonnais depuis 2001

## Palmarès
- International amateur
- International universitaire : champion du monde universitaire de rugby à 7 2004 en Chine.
- International de rugby à 7 : participation aux tournois de Brisbane & Mar del Plata 2006.